# Horaga maenala
Horaga maenala är en fjärilsart som beskrevs av William Chapman Hewitson 1869. Horaga maenala ingår i släktet Horaga och familjen juvelvingar. Inga underarter finns listade i Catalogue of Life.